# Eupithecia nigerrima
Eupithecia nigerrima là một loài bướm đêm trong họ Geometridae.